# Olkijoki
Olkijoki är en tätort i Brahestads stad (kommun) i landskapet Norra Österbotten i Finland. Vid tätortsavgränsningen den 31 december 2021 hade Olkijoki 203 invånare och omfattade en landareal av 1,67 kvadratkilometer.
I orten ligger Olkijoki fredspörte där konventionen i Olkijoki slöts 19 november 1808 under det pågående finska kriget.
Före Pattijoki inkorporerades i Brahestads stad 2003, låg orten i Pattijoki kommun.

## Befolkningsutveckling
| Befolkningsutvecklingen i Olkijoki 2005–2021 | Befolkningsutvecklingen i Olkijoki 2005–2021 | Befolkningsutvecklingen i Olkijoki 2005–2021 | Befolkningsutvecklingen i Olkijoki 2005–2021 | Befolkningsutvecklingen i Olkijoki 2005–2021 |
| -------------------------------------------- | -------------------------------------------- | -------------------------------------------- | -------------------------------------------- | -------------------------------------------- |
|                                              |                                              |                                              |                                              |                                              |
| År                                           |                                              |                                              | Folkmängd                                    | Landareal (km²)                              |
| 2005                                         | 2005                                         |                                              | 229                                          | 1,9                                          |
| 2010                                         | 2010                                         |                                              | 222                                          | 1,50                                         |
| 2015                                         | 2015                                         |                                              | 218                                          | 1,69                                         |
| 2021                                         | 2021                                         |                                              | 203                                          | 1,67                                         |
| Anm.: Ny tätort 2005. Ej tätort 2020.        |                                              |                                              |                                              |                                              |